# Den Lille Landbokommission
Kommissionen for Frederiksborg og Kronborg Amter, populært kaldet Den Lille Landbokommission, var en kommission nedsat i slutningen af 1700-tallet for at gennemføre en vidtgående omlægning af landbruget på Kronens godser i Nordøstsjælland, de tidligere rytterdistrikter i de daværende Kronborg og Frederiksborg amter, hvorunder landsbyfællesskabet, fæstevæsen og hoveri skulle afskaffes og et individuelt, selvejet og selvkørende landbrug skulle gennemføres. Foruden forbedringer i landbrugernes vilkår blev der også arbejdet med husmændenes levevilkår.

## Baggrund
I anden halvdel af 1700-tallet satte skiftende konger og deres regeringskabinetter sig for at gennemføre reformer indenfor landbruget. Målet var udskiftning af landsbyerne og samling af jorderne i tilknytning til hver gård for sig (om fornødent ved udflytning), overgang fra fæste til selveje, afskaffelse af stavnsbåndet og afvikling af hoveriet foruden indførelse af nye dyrkningsmetoder og bedre redskaber samt meget mere.
Kronen var, af økonomiske grunde, tvunget til at sælge en del af sit gamle krongods, der altovervejende bestod af de gamle ryttergodser. I forbindelse med disse salg havde det været et mål at fremme selveje blandt bønderne. I forbindelse med de tidlige krongodssalg, som havde fundet sted i 1760-erne, havde man derfor ladet omkring halvdelen af købesummerne stå som prioritet i gårdene med pligt til at afdrage og forrente disse indeståender. Det viste sig imidlertid hurtigt, at mange af de nye selvejende bønder havde overvurderet deres evner og ikke kunne betale. Ved senere salg kom selvejet derfor i baggrunden og godserne overgik til nye nyrige borgerlige godsejere. Kun på krongodset i Københavns amt havde Kronen i 1766 fået gennemført arvefæste for bønderne. Men fra midten af 1770-erne havde Kronen mulighed for at disponere mere frit over de tilbageværende godser, og fra denne tid igangsatte Rentekammeret på disse udskiftning af landsbyerne og udflytning af gårde. Processen gik imidlertid for langsomt for nogle af tidens førende reformtilhængere, således Rentekammerets leder Christian Ditlev Reventlow, som opnåede tilslutning til at fremme udviklingen.
Allerede inden nedsættelsen af Den Lille Landbokommission var der indledt reformer på Kronens godser i Nordøstsjælland: 19 landsbyer ud af 166 var blevet udskiftede før 1780 og yderligere mindst 26 i årene 1780-1784 svarende til omkring 27%. Det var imidlertid alt for få i forhold til regeringens ambitioner, og resultaterne havde langt fra altid været tilfredsstillende: nogle af de tidligste udskiftninger var blevet foretaget uden brug af landmåler, de tidlige udskiftninger havde typisk fået form af en indre "stjerneudskiftning" suppleret med en "blokudskiftning" af de fjernere områder tilhørende landsbyen, men i visse tilfælde havde jordlodderne fået en meget uregelmæssig form eller var blevet meget lange som følge af manglende udflytning, i andre tilfælde havde resultatet været så mangelfuldt at en ny udskiftning blev gennemført af Kommissionen efter dennes nedsættelse, fx i Grønholt.

## Kommissionen for Frederiksborg og Kronborg Amter
Kommissionen for Frederiksborg og Kronborg Amter, populært kendt som "Den Lille Landbokommission" (til forskel fra Den Store Landbokommission, hvis formål var at arbejde bredere med reformspørgsmål), blev nedsat den 3. november 1784 af kong Christian VII efter forslag fra Rentekammeret med det formål at gennemføre reformer på de tidligere ryttergods i Nordøstsjælland i de daværende Kronborg og Frederiksborg amter. Ifølge dets kommissorium var det kommissionens opgave "at undersøge og overlægge paa hvad Maade og ved hvilke midler samtlige Vore Fæstebønders og Husmænds Vilkaar paa Frederiksborg og Kronborg Amter saavidt muligt kunne forbedres ved den fordelagtigste økonomiske Indretning og ved efter Omstændighederne, især hvor det kan ske uden Afgang udi Vores Indkomster, at forunde dem Ejendom". Til at gennemføre sit program fik Kommissionen stillet et beløb på 30.000 rigsdaler til sin rådighed. Kommissionen offentliggjorde løbende redegørelser om sit virke skrevet af V.A. Hansen i tidens toneangivende tidsskrift Minerva.

### Medlemmer og deres forudsætninger
Kommissionen bestod af 4 medlemmer: amtmand Heinrich von Levetzow, brødrene Christian Ditlev Frederik Reventlow og Johan Ludvig Reventlow samt godsejeren og embedsmanden Vilhelm August Hansen. De havde alle særlige forudsætninger for at sikre, at opgaven ville blive udført på bedste vis.
Heinrich von Levetzow var fra sin tidlige ungdom knyttet til enkedronning Sophie Magdalenes hof og var efter hendes død 1770-1809 jægermester over Hørsholm Amt og fra 1771 til amtmand over Frederiksborg, Kronborg og Hørsholm Amter frem til 1805. Endvidere var han 1771-1805 overstutmester, 1777-1805 medlem af direktionen for Veterinærskolen og 1789-1805 medlem af direktionen for stutterierne. Han nærede en varm sympati for tidens tiltag til reformer på landbrugets område og blev formand for Den Lille Landbokommission.
Christian Ditlev Frederik Reventlow ejede godset Christianssæde. Han blev leder af Rentekammeret og kom til at indtage en fremtrædende plads både i Det kongelige Danske Landhusholdningsselskab og i Den Store Landbokommission. Senere, i 1797 blev han medlem af gehejmestatsrådet. Fra 1789 var Reventlow ledende medlem af den skolekommission, der forberedte folkeskoleloven af 1814, og medvirkede aktivt i oprettelsen af lærerseminarier. Indenfor skovbrug var Reventlow også foregangsmand og initiativtager til fredskovsforordningen af 1805. På sine egne godser praktiserede Reventlow sine politiske ideer længe før de blev til love: han oprettede skoler, afløste hoveri og indførte moderne driftsmetoder.
Johan Ludvig greve Reventlow var lensgreve, landbopolitiker og godsejer, lillebroder til Christian Ditlev Reventlow. Han blev deputeret ved Rentekammeret, og senere i Økonomi- og Kommercekollegiet og medlem af Landbokommisionen. Han overtog i 1775 baroniet Brahetrolleborg på Sydfyn, og i 1788 valgte han at forlade sine embedshverv for helt at koncentrere sig om godset. Allerede kort efter overtagelsen af godset begyndte han at gennemføre reformer: afskaffede straffemidlerne, han lempede hoveriet og tilbød bønderne arvefæste samt begyndte en udstykning af gårdene. Han gennemførte også landbrugstekniske nyskabelser, således introducerede han rapsdyrkning og indrettede industrielle virksomheder som garveri og hammerværk. Også på skoleområdet udførte Johan Ludvig Reventlow en pionerindsats med forbedringer af skolerne i baroniet, og oprettelse af et lærerseminarium på Brahetrolleborg.
Vilhelm August Hansen overtog godset Frydendal ved Holbæk i 1770 og lod her gennemføre omfattende tiltag for at forbedre de elendige forhold, der hidtil havde eksisteret her: udskiftninger, grundforbedringer, anlæggelse af hegn og meget andet. Han var medlem af Rentekammeret. Han var også medlem af Den Store Landbokommission og optrådte i forbindelse hermed som en fremtrædende debattør i landboreformspørgsmål i datiden. Senere var han en af mændene bag Forordningen af 29. februar 1794 om hegn og fred for jorder i Danmark. V.A. Hansen var også en af dem, der havde øje for husmændenes tarv, og i forbindelse med et besøg i efteråret 1789 hos 12 udflyttede husmænd på Hårløse-Freerslev overdrev, skrev han om sine indtryk af "glade beboere, nye boliger, nyligen anlagte haver, ryddede og pløjede agre og nye indhegninger".

### Virke
Kommissionen arbejdede målbevidst og seriøst med sin opgave: der blev gennemført grundtaksationer, opmålinger, grundforbedringer samt naturligvis udskiftninger og dertil hørende udflytninger. Også andre spørgsmål kom til behandling i Kommissionen, således spørgsmål angående hoveri og skolevæsen. Økonomisk støtte blev ydet både til gårde, der blev liggende i landsbyerne, og til udflyttere. Ved udflytning foretrak man de yngre gårdmænd men inddrog også gårdenes tilstand, og gårdmænd der havde udvist initiativer med hensyn til anlæggelse af haver, plantning af frugttræer med mere, lod man forblive i landsbyerne for at nyde godt af deres tiltag.
Kommissionen havde også husmændenes forhold for øje, og herom siges i en udtalelse af 28. januar 1785: "I Henseende til Huusmændene, da synes os, at dennem altid burde tildeles saa megen Jord, at de kunne holde deres Ko og smaa Kreature, hvortil de vil behøve 4 Tønder Land af middel Sort". Kommissionen havde som mål at forbedre situationen for husmændene både i landsbyer, hvor udskiftningen allerede tidligere var blevet gennemført, og i landsbyer, hvor Kommissionen stod for udskiftningen. Ifølge en opgørelse havde omkring halvdelen af husmændene fået jord i 1798, ofte i form af huslodder i store kolonier på de tidligere overdrev. Også fiskerbefolkningens tarv indgik i Kommissionens virke, der dog indskrænkede sig til at sikre disse en have og en garntørringsplads.
Et højdepunkt indtraf den 15. august 1788, hvor 15 nordsjællandske bønder fra krongodset ved en højtidelighed i Frederiksborg Slots gård fik overdraget et arvefæsteskøde på deres ejendomme. Til stede ved denne ceremoni var amtmanden over Kronborg og Frederiksborg amter, von Levetzow, de andre medlemmer af Landbokommissionen, regimentsskrivere der stod for den daglige forvaltning af godset samt de landinspektører, der havde stået for opmåling af jorderne forud for udskiftningerne. I forbindelse med overdragelsen holdt Rentekammerets leder, Christian Ditlev Frederik Reventlow, en tale, der både var rettet til bønderne men nok så meget til offentligheden, og som da også straks efter blev offentliggjort i tidsskriftet Minerva. I sin tale sluttede Reventlow med en forhåbning om, at Gud "vil vist giøre disse Bønder til et Exempel for Danmark, som af deres Brødre vil følges, og giøre den i fordums Tider miskiendte Bondestand til et arbeidsomt, et lykkeligt, et kiekt Folk, af hvis Velstand alle andre Stænders vil tage deres Udspring, paa hvis Troeskab og Mod Kongen kan lide, som paa det sikkerste Værn". Arvefæstet var i realiteten en erstatning for egentligt selveje, idet bønderne derved fik samme dispositionsret over deres ejendom, som de ville have haft ved egentligt selveje.
Inden Kommissionen havde taget fat, havde udflytningsgraden i forbindelse med udskiftningerne været 41,1%, men under Kommissionens virke voksede denne andel til 44,8%.

## Betydning
Den Lille Landbokommission sluttede sit virke i 1798. Dens betydning lå, foruden de konkret gennemførte udskiftninger med dertil hørende udflytninger og delvise sikring af jord til husmænd, fortrinsvis deri, at den på en effektiv måde demonstrerede Kronens hensigter med hensyn til at reformere landbruget, herunder ikke mindst under hensyn til opinionen blandt borgerskabet i hovedstaden. Kommissionen var blot en af en række kommissioner, som blev oprettet under de hektiske reformår, og dens virke indgik som led i kongens, kronprinsens og regeringens samlede politik på dette område.